# Chính sách thị thực của Quần đảo Solomon

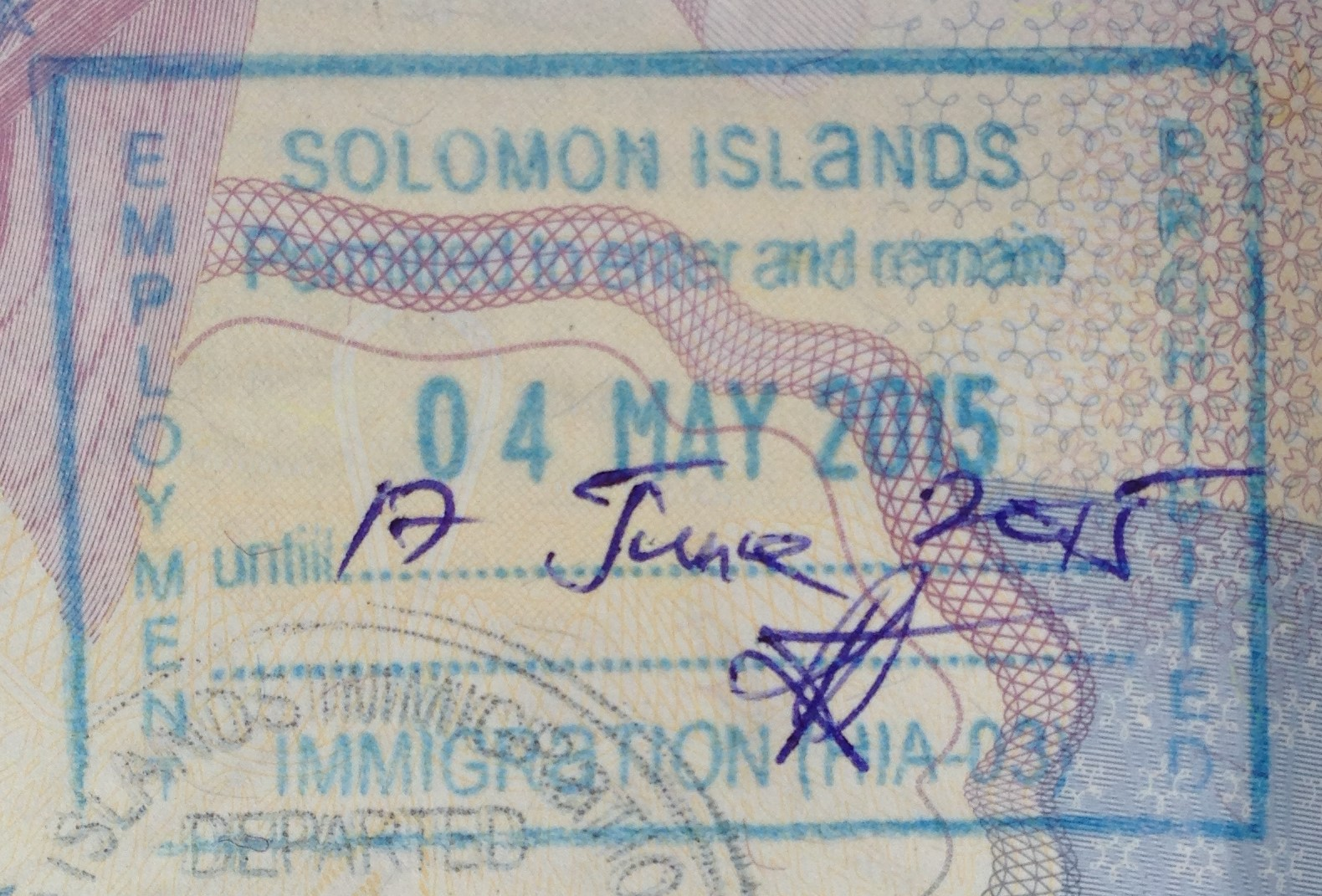
Dấu nhập cảnh Quần đảo Solomon

Du khách đến Quần đảo Solomon phải xin thị thực trừ khi họ đến từ một trong những quốc gia được miễn thị thực hoặc xin giấy phép du khách tại cửa khẩu. Tất cả du khách phải sở hữu hộ chiếu còn hiệu lực 6 tháng.

## Bản đồ chính sách thị thực

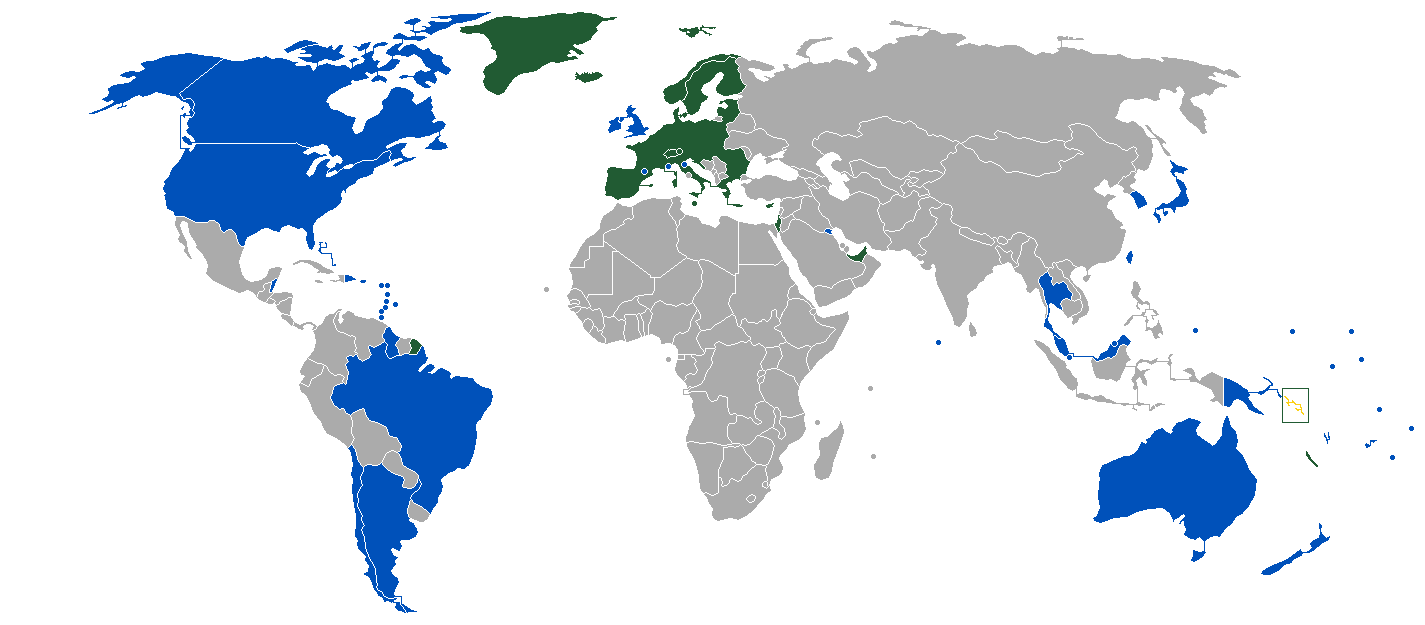
Chính sách thị thực quần đảo Solomon
Quần đảo Solomon
Miễn thị thực
Giấy phép du khách tại cửa khẩu

## Chính sách thị thực
Miễn thị thực
| - Tất cả quốc gia khối Schengen - Các Tiểu vương quốc Ả Rập Thống nhất |

| Ngày hủy bỏ thị thực |
| --- |
| Danh sách này không đầy đủ, bạn cũng có thể giúp mở rộng danh sách. - ngày 7 tháng 10 năm 2016: Khối Schengen - ngày 19 tháng 11 năm 2017: Các Tiểu vương quốc Ả Rập Thống nhất |

Thị thực tại cửa khẩu
Công dân của 45 quốc gia và vùng lãnh thổ sau có thể xin giấy phép du khách có hiệu lực 3 tháng tại cửa khẩu:
| - Andorra - Antigua và Barbuda - Argentina - Úc - Bahamas - Barbados - Belize - Brasil - Brunei - Canada - Chile - Dominica | - Cộng hòa Dominica - Fiji - Grenada - Guyana - Ireland - Israel - Nhật Bản - Kiribati - Kuwait - Malaysia - Maldives - Quần đảo Marshall | - Micronesia - Monaco - Nauru - New Zealand - Palau - Papua New Guinea - Saint Kitts và Nevis - Saint Lucia - Saint Vincent và Grenadines - Samoa - San Marino - Singapore | - Hàn Quốc - Đài Loan - Thái Lan - Tonga - Trinidad và Tobago - Tuvalu - Anh Quốc - Hoa Kỳ - Vanuatu |  |

Tổng cộng du khách được ở đây 3 tháng trong mỗi chu kỳ 12-tháng.
Công dân của tất cả các quốc gia còn lại trừ các quốc gia sau có thể xin thị thực tại cửa khẩu nếu được cho phép từ trước:
| - Belarus - Burundi - Đông Timor - Ethiopia - Ghana - Ma Cao - Montenegro | - Serbia - Nam Phi - Nam Sudan - Nhà nước Palestine - Thành Vatican - Zimbabwe |  |

## Thống kê du khách
Hầu hết du khách đến Quần đảo Solomon đều đến từ các quốc gia sau:
| Thứ hạng | Quốc gia hoặc vùng lãnh thổ | 2015   | 2014   | 2013   |
| -------- | --------------------------- | ------ | ------ | ------ |
| 1        | Úc                          | 9.509  | 9.134  | 11.181 |
| 2        | New Zealand                 | 1.451  | 1.406  | 1.905  |
| 3        | Hoa Kỳ                      | 1.413  | 1.137  | 1.161  |
| 4        | Fiji                        | 1.391  | 1.255  | 1.800  |
| 5        | Papua New Guinea            | 1.341  | 1.243  | 2.019  |
| 6        | Trung Quốc                  | 742    | 425    | n/a    |
| 7        | Vanuatu                     | 609    | 529    | 804    |
| 8        | Nhật Bản                    | 581    | 505    | 601    |
| 9        | Vương quốc Anh              | 387    | 337    | 460    |
| 10       | Pháp                        | 177    | 86     | 93     |
|          | Tổng                        | 21.623 | 20.070 | 24.431 |